# Euclides y sus rivales modernos
Euclides y sus rivales modernos es un libro matemático publicado en 1879 por el matemático inglés Charles Lutwidge Dodgson (1832-1898), más conocido como Lewis Carroll. Considera el mérito pedagógico de trece libros de texto de geometría contemporánea, demostrando cómo cada uno a su vez es inferior o funcionalmente idéntico al de los Elementos de Euclides.
En él, Dodgson apoya el uso del libro de texto de geometría Euclid The Elements como libro de texto de geometría contra los libros de texto de geometría más modernos que lo reemplazaron, defendido por la Asociación para la Mejora de la Enseñanza Geométrica, satirizado en el libro como la Asociación para la Mejora de las Cosas en general ". El fantasma de Euclides regresa en la obra para defender su libro contra sus rivales modernos e intenta demostrar que todos ellos son inferiores a su libro.
A pesar de su tema y contenido académico, la obra toma la forma de un diálogo caprichoso, principalmente entre un matemático llamado Minos (tomado de Minos, juez del inframundo en la mitología griega) y un "abogado del diablo" llamado Profesor Niemand (en alemán 'nadie') que representa a los "rivales modernos" del título.
Se utilizó una cita del prefacio de este libro en el primer logotipo oficial de Wikipedia, que se mantuvo en uso durante ocho meses, durante el año 2001. Debido al efecto ojo de pez, solo se puede leer parte del texto: